# Albán U21-es labdarúgó-válogatott
Az albán U21-es labdarúgó-válogatott Albánia 21 éven aluli labdarúgó-válogatottja, melyet az Albán labdarúgó-szövetség (albánul:Federata Shqiptare e Futbollit) irányít.
Egyetlen alkalommal vettek részt U21-es Európa-bajnokságon, 1984-ben. A selejtezőcsoport megnyerése után a negyeddöntőig jutottak.

## U21-es labdarúgó-Európa-bajnokság
- 1978: Nem jutott ki
- 1980: Nem jutott ki
- 1982: Nem jutott ki
- 1984: Negyeddöntő
- 1986: Nem jutott ki
- 1988: Nem jutott ki
- 1990: Nem jutott ki
- 1992: Nem jutott ki
- 1994: Nem jutott ki
- 1996: Nem jutott ki
- 1998: Nem jutott ki
- 2000: Nem jutott ki
- 2002: Nem jutott ki
- 2004: Nem jutott ki
- 2006: Nem jutott ki
- 2007: Nem jutott ki
- 2009: Nem jutott ki
- 2011: Nem jutott ki
- 2013: Nem jutott ki
- 2015: Nem jutott ki

## Olimpiai szereplés
- 1992: Nem jutott ki
- 1996: Nem jutott ki
- 2000: Nem jutott ki
- 2004: Nem jutott ki
- 2008: Nem jutott ki
- 2012: Nem jutott ki